# Frederick Bridge
Pour les articles homonymes, voir Bridge (homonymie).
John Frederick Bridge, né le 5 décembre 1844 et mort le 18 mars 1924, est un organiste, compositeur, professeur et écrivain britannique.
Issu d'une famille de musiciens, Bridge devient organiste avant l'âge de 20 ans. Il obtient un poste à la cathédrale de Manchester à 24 ans. Six ans plus tard, il devient organiste à l'abbaye de Westminster. Bridge est à l'origine de plusieurs modernisations aussi bien dans la liturgie que dans la technique instrumentale. Il organise la musique pour plusieurs évènements d'état, dont deux couronnements.
En tant qu'enseignant et conférencier, Bridge occupe des postes au Royal College of Music, au Gresham College et à l'Université de Londres. Parmi ses élèves figurent les compositeurs Arthur Benjamin et Noel Gay, les organistes Edward Bairstow et Herbert Brewer, le chef d' orchestre Landon Ronald et Arnold Dolmetsch. Ses conférences publiques au Gresham College attirent un large public et couvrent un large éventail de sujets et de périodes musicales.
Pendant 25 ans, Bridge est chef d'orchestre de la Royal Choral Society, avec laquelle il interprète de nombreuses œuvres nouvelles, dont certaines de ses propres compositions et des œuvres des compositeurs britanniques Elgar, Vaughan Williams et Parry.

## Biographie

### Enfance
Bridge est né à Oldbury. La famille part ensuite dans le Worcestershire, dans le centre de l'Angleterre. Il est le  fils aîné de John Bridge et Rebecca (née Cox).  En 1850, son père est nommé vicar-choral de la cathédrale de Rochester.
L'enfant est admis au chœur de la cathédrale en tant que garçon pratiquant. Les enfants de chœur sont éduqués par des chanteurs expérimentés (lay clerk) La discipline est rude mais parmi les anciens élèves de l'école de chorale de cette période se trouvent les futurs organistes de quatre cathédrales anglaises et de l'abbaye de Westminster. Ils comprennent le frère cadet de Bridge, Joseph, qui devient finalement organiste de la cathédrale de Chester.
Bridge participe pour la première fois à une grande commémoration nationale en 1852, lorsqu'à l'âge de huit ans, il est autorisé à aider à sonner la cloche de la cathédrale pour marquer la mort du duc de Wellington. Lorsque Bridge a neuf ans, lui et son père sont membres du chœur réuni par Michael Costa pour l'ouverture du Crystal Palace en juin 1854. À l'âge de 14 ans, Bridge quitte le chœur de la cathédrale et est apprenti chez John Hopkins, organiste de la cathédrale de Rochester. En parallèle de ses études, il est nommé organiste de l'église du village de Shorne en 1851, et l'année suivante part à l'église paroissiale de Strood. De 1863 à 1867, il étudie la composition avec John Goss, professeur d'harmonie à la Royal Academy of Music. Bridge a déclaré en 1897 : « Very happy and improving lessons they were and it is impossible for me to over-estimate the value of the instruction given by that dear, simple-minded musician ».
En 1865, Bridge est nommé organiste de l'église Holy Trinity de Windsor. Là, il est encouragé et influencé par George Job Elvey, organiste de la chapelle Saint-Georges de Windsor, et se fait de nombreux amis, dont John Stainer et le jeune Hubert Parry. Pendant son séjour à Windsor, Frederick Bridge réussit l'examen pour la bourse du Royal College of Organists, en 1867, et obtient son baccalauréat en musique à l'Université d'Oxford.

### Organiste de cathédrale
Après quatre ans à Windsor, Bridge réalise son vœu de devenir organiste de cathédrale. Concourant avec succès pour le poste à la cathédrale de Manchester, il y reste pendant 6 ans à partir de 1869, assisté de son frère Joseph. Pendant son séjour à Manchester, il obtient son doctorat en musique à Oxford en 1874 et est professeur d'harmonie à Owens College à partir de 1872.
Sous la direction de Bridge, les normes musicales de la cathédrale sont améliorées et le vieil orgue à ses yeux insatisfaisant est remplacé. L'état de l'instrument existant est décrit par The Manchester Guardian comme « not only discreditable to Churchmen, but especially objectionable when existing in the cathedral church of a wealthy diocese ». Le marguillier , William Houldsworth donne 5 000 £, finançant ainsi en partie le nouvel instrument construit par le facteur Hill and Sons de Londres.

#### Abbaye de Westminster
En 1875, l'organiste et chef de chœur de l'abbaye de Westminster, James Turle, prend sa retraite. Bridge est invité à lui succéder. Comme Turle est autorisé à conserver son ancien titre à la retraite, Bridge est officiellement « l'organiste adjoint permanent de l'abbaye de Westminster » jusqu'à la mort de Turle en 1882, mais il est effectivement le seul responsable dès le départ. The Musical Times écrit :
« The appointment of Dr. Bridge to the post of organist at Westminster Abbey … will be welcomed by all interested in the cause of church music. The improvement in the services at Manchester Cathedral since Dr. Bridge has held the position of organist, may be regarded as a proof that in the responsible office which he has now accepted he will do his utmost to advance the character of the music in the Abbey; and we sincerely hope that the Dean and Chapter will allow him that unlimited power over the choir which may enable him to raise it to the high state of efficiency which the public has a right to expect ».
Selon un jeune organiste, Sir Walter Alcock, Bridge réalise ces espoirs : « He reformed many unsound traditions in the choir, such as life-tenure of posts as vicars-choral and inadequate rehearsal of boys and men together. The services soon became renowned through his marked gifts as a trainer of boys' voices ».
Pour le grand public, Bridge est connu pour avoir organisé la musique et en avoir composé certaines pour de grandes occasions d'État, notamment le jubilé de la Reine Victoria (1887), le couronnement du roi Édouard VII (1902), le service commémoratif national pour Edward VII (1910), le couronnement de George V (1911) et la ré-inauguration de la chapelle d'Henri VII en tant que chapelle de l'Ordre du Bain (1913).  
Dans le monde musical, Bridge est connu pour ses commémorations spéciales des compositeurs anglais du passé. Le premier est une célébration d'Henry Purcell en 1895, marquant le bicentenaire de la mort de Purcell. Bridge présente le Te Deum de Purcell « purged of the XVIIIth century accretions which had overlaid it ». Les dernières commémorations dernières sont celles d'Orlando Gibbons (1907) et de Samuel Sebastian Wesley (1910).
Ayant travaillé avec succès pour faire remplacer l'orgue de Manchester, Bridge se voit obligé de faire de même à l'Abbaye de Westminster. Il décrit l'instrument dont il a hérité comme une affaire très démodée (a very old-fashioned affair). En 1884, l'orgue est entièrement reconstruit par Hill and Son.

### Professeur, musicologue et chef d'orchestre
Lorsque le National Training School for Music (ancêtre du Royal College of Music) est créé en 1876 sous la direction d'Arthur Sullivan, Bridge est nommé professeur d'orgue. Lorsque l'école est reconstituée sous le nom de Royal College of Music en 1883, il est nommé professeur d'harmonie et de contrepoint. En 1890, il est élu professeur de musique au Gresham College de Londres et en 1903, il est nommé professeur de musique à l'Université de Londres.
Lorsque Sir George Grove prend sa retraite à la tête du Collège royal à la fin de 1894, Bridge, avec Hubert Parry, Charles Villiers Stanford, Walter Parratt et Franklin Taylor, est considéré comme un candidat solide pour lui succéder. Parry est choisi à sa place.
Les compétences de Bridge sont nombreuses et variées dans de multiples domaines. Ses conférences au Gresham College sont bien connues pour le large éventail de sujets qu'il couvre. Ses articles pour la presse musicale montrent une variété similaire ; quelques exemples sont : Purcell and Nicola Matteis,  Samuel Pepys - A Lover of Musicke, A Seventeenth Century View of Musical Education et The Musical Cries of London in Shakespeare's Time. En 1899, il est un pionnier de l'interprétation authentique de la partition de Haendel pour le Messie , la purgeant des réorchestrations des XVIIIe et XIXe siècles.

Voici une critique dans Le Times, d'un détracteur de Bridge, restée célèbre :
« There have been those who said that he was not a great organist, and who disputed the accuracy of his scholarship. Perhaps it is not possible to do all the things Sir Frederick Bridge did and do them all well. He never claimed that he did them all well; he claimed that he did them, and took an immense delight in doing and in talking about it afterwards. … Spy's well-known cartoon of him, with Basso Continuo under his arm and Pepys's Diary protruding from his pocket, exactly describes him. Pepys was his lifelong friend, and, like him, Bridge went through life dwelling on the things that did please him mightily ».
En plus d'être en 1903 membre fondateur du Samuel Pepys Club , Bridge est le chef d'orchestre de la Royal Choral Society de 1896 à 1921. Dans un article célébrant son travail avec la société, Herman Klein énumère les nouvelles œuvres qu'il a interprété sous la direction de Bridge. Au total ; six œuvres d' Elgar, quatre de Parry, Stanford et Samuel Coleridge-Taylor, et des œuvres d'Alexander Mackenzie, Frederic Cowen, Hamilton Harty, Ethel Smyth et Vaughan Williams.

### Vie personnelle
Bridge s'est marié trois fois, d'abord, en 1872, avec Constance Ellen Moore (décédée en 1879); deuxièmement, en 1883, à Helen Mary Flora Amphlett (décédée en 1906), et troisièmement, en 1914, à Marjory Wedgwood Wood (décédée en 1929). Il a un fils et une fille issus du premier mariage et une fille du second.
Bridge est fait chevalier en 1897. Il est créé membre (4e classe) de l'Ordre royal de Victoria (MVO) en août 1902, pour « des services précieux récemment rendus dans le cadre du couronnement (du roi Édouard VII) »,  et promu Commandeur de l'ordre (CVO) en 1911. Il reçoit des diplômes honorifiques des universités de Durham (1905) et de Toronto (1908).
Bridge prend sa retraite en tant qu'organiste de l'abbaye en 1918, mais obtient le titre d'«organiste émérite» et continue à vivre dans le petit cloître jusqu'à sa mort six ans plus tard à l'âge de 79 ans (comme Gabriel Fauré mort la même année). Ses funérailles ont lieu à Glass, Aberdeenshire, où il est enterré le 21 mars 1924.

## Œuvre
Les œuvres à plus grande échelle de Bridge comprennent les pièces chorales Mount Moriah (oratorio) (1874) ; Boadicea (cantate, GE Troutbeck, 1880); Callirhoë : une légende de Calydon (cantate, WB Squire, 1888) ; Il donne son sommeil bien-aimé (méditation, Elizabeth Barrett Browning , 1890) ; Le Repentir de Ninive (oratorio, Joseph Bennett , 1890) ; The Inchape Rock (ballade, Robert Southey , 1891) ; Le berceau du Christ : Stabat mater speciosa (cantique, JM Neale, 1894) ; Le drapeau de l'Angleterre (ballade, Rudyard Kipling , 1899) ;Le forgeage de l'ancre (scène dramatique, S. Ferguson, 1901) ; La Garden Party du homard (cantate, S. Wensley, 1904); A Song of the English (ballade, Kipling, 1911); et Star of the East (fantaisie de Noël, Lady Lindsay, 1922).
Bridge a également écrit et édité de nombreux chants de Noël et a été rédacteur en chef du Westminster Abbey Hymn-Book et du Wesleyan Hymn-Book .  Parmi ses œuvres plus courtes figurent de nombreuses chansons, à la fois comiques et sérieuses. Les premiers étaient populaires et Bridge a déclaré qu'il avait écrit beaucoup de musique sérieuse, mais que personne ne semblait vouloir l'entendre.

### Instruments solistes

#### Orgue
- 1885 - Sonate en ré majeur
- 1896 - Méditation, pour orgue ou harmonium

### Orchestre
- 1886 - Morte d'Arthur , ouverture (Mairie, Birmingham, 6 mai 1886)
- Menuet et trio

### Œuvres vocales
- 1874 - Mount Moriah: The Trial of Abraham's Faith (D.Mus. submission), oratorio (Brixton Choral Society, Angell Town Institution, Brixton, Londres, 1876)
- 1880 - Boadicea, cantate (Highbury Philharmonic Society, Londres, 31 mai 1880)
- 1883 - Hymn to the Creator (Highbury Philharmonic Society, Athaneum, Highbury New Park, Londres, 7 mai 1883; Worcester Festival, 7 septembre 1884)
- 1885 - Rock of Ages: Jesus pro me perforatus (Birmingham Festival, 27 août 1885)
- 1885 - The Festival: Ballad of Haroun al Raschid
- 1888 - Callirhoë: A Legend of Calydon, cantate (Birmingham Festival, 30 août 1888)
- 1890 - The Repentance of Nineveh, oratorio (Worcester Festival, 11 septembre 1890)
- 1890 - He giveth his Belovèd Sleep, meditation
- 1892 - The Inchcape Rock, choral ballad (Finsbury Choral Association, Holloway Hall, Finsbury, Londres, 21 janvier 1892)
- 1892 - The Lord's Prayer from Dante's Purgatorio (Gloucester Festival, 9 septembre 1892)
- 1894 - The Cradle of Christ (Stabat mater speciosa), canticle for Christmas (Hereford Festival, 12 septembre 1894)
- 1897 - The Flag of England, ballad for chorus and orchestra (Royal Choral Society, Albert Hall, Londres, 6 mai 1897)
- 1899 - The Frogs and the Ox,cantate humoristique pour enfants
- 1899 - The Ballad of The Clampherdown , ballade pour choeur et orchestre (Royal Choral Society, Royal Albert Hall, Londres, 7 décembre 1899)
- 1901 - The Forging of the Anchor, scène dramatique (Gloucester Festival, 11 septembre 1901)
- 1902 - The Spider and the Fly, cantate humoristique pour enfants
- 1904 - The Lobster's Garden Party; or, The selfish shell-fish, cantate humoristique pour enfants
- 1911 - A Song of the English (Royal Choral Society, Royal Albert Hall, London, 2 février 1911)
- 1922 - The Star of the East, fantaisie de Noel pour contralto solo (ad lib.) et choeur (1922)

#### Hymnes
- 1869 - The Lord ordereth a good man's going
- 1870 - Give unto the Lord the Glory
- 1870 - We declare unto you glad tidings
- 1871 - The Lord hath chosen Zion
- 1873 - God hath not appointed us to wrath
- 1876 - Magnificat and Nunc dimittis in D
- 1876 - It is a good thing to give thanks
- 1882 - Happy is the man that findeth wisdom
- 1884 - In sorrow and in want
- 1886 - Morning and Evening services in G
- 1887 - Blessed be the Lord thy God (Westminster Abbey, Londres, 21 juin 1887)
- 1887 - Joy, ye people
- 1887 - Child divine
- 1888 - The God of heaven, he will prosper us
- 1889 - O sing unto the Lord with thanksgiving
- 1890 - When my soul fainted within me
- 1890 - All jubilant with psalm and hymn
- 1891 - Hosanna - Alleluia!
- 1892 - Sweeter than songs of Summer
- 1897 - Behold my servant
- 1897 - Sing unto the Lord
- 1900 - O Lord, Thy words endureth
- 1902 - Kings shall see and arise (Westminster Abbey, Londres, 9 août 1902)
- 1903 - All my heart this night rejoices
- 1904 - In that day
- 1911 - Te Deum in A
- 1911 - Rejoice in the Lord, O ye Righteous (Westminster Abbey, Londres, 22 juin 1911)
- 1911 - The King, o Lord, in Thee this day rejoices (Westminster Abbey, Londres, 22 juin 1911)
- 1912 - Carmen feriale Westmonasteriense
- 1912 - Benedictus in A
- 1912 - Jesu, dear child of God
- 1913 - The Bowe bells
- 1920 - Ring Christmas bells
- 1920 - By Nazareth's green hill
- 1920 - Would I had been a shephard
- 1921 - Carol of the three kings
- 1922 - Cradle song
- 1923 - The inn at Bethlehem
- 1924 - When I was yet young I sought wisdom

#### Chants lyriques
- 1870 - Flowers
- 1875 - Christmas Bells
- 1879 - With thee, sweet Hope!
- 1886 - The Goose
- 1892 - Crossing the bar
- 1892 - An old rat's tale
- 1892 - Ode to the terrestrial globe
- 1894 - To Phoebe
- 1895 - John Barleycorn
- 1895 - The flirt
- 1896 - Hurrah! hurrah! for England
- 1896 - Two snails
- 1898 - The Cabbage and the Rose
- 1899 - Weep no more, woful shepherds
- 1899 - For all the wonder of thy regal day (Windsor and Eton Madrigal Society, Windsor Castle, Windsor, 29 mai 1900)
- 1909 - The Song of the Milking
- 1912 - When father votes
- 1912 - The nights
- 1913 - The goslings
- 1915 - Peace (a Fable)
- 1916 - Who has seen the wind?
- 1918 - Violets
- 1919 - Spring!
- 1919 - Peace lives again
- 1919 - May the Lord bless thee
- 1920 - God's goodness hath been great to thee

#### Chansons
- 1880 - Forget-me-not
- 1880 - Tears
- 1890 - Bold Turpin
- 1896 - Katawampus Canticles
- 1904 - The England of to-morrow
- 1913 - Bells, bells, what did you say?
- 1918 - A song of England
- 1921 - The coming of Christmas
- 1921 - Green grows the holly tree

## Activités éditoriales
- Novello, Ewer & Co., Londres, a publié les partitions vocales de The Ballad of The Clampherdown , Boadicea, Callirhoë, The Cradle of Christ, The Flag of England, Forging the Anchor, The Frogs and the Ox, He giveth his Belovèd Sleep, Hymne au Créateur, The Inchcape Rock, The Lobster's Garden Party, The Lord's Prayer, Mount Moriah, The Repentance of Nineveh, Rock of Ages et The Spider and the Fly.
- Metzler & Co., Londres, a publié la partition vocale de The Festival.
- Bosworth & Co., Londres, a publié la partition vocale de The Star of the East.
- Les manuscrits autographes de Boadicea, The Flag of England, The Frogs and the Ox, God Save the Queen, The Inchcape Rock, Kings shall see and rise, The Lord's Prayer, The Magnificat in G, The Repentance of Nineveh, Rejoice in the Lord et Rock of Ages sont détenus par la Bibliothèque du Royal College of Music de Londres (Add. Mss 5048).

## Publication comme auteur
En plus de plusieurs ouvrages pédagogiques pour Novello & Co , Bridge a publié deux livres basés sur ses conférences, Samuel Pepys, Lover of Musicke (1903) et Twelve Good Musicians from John Bull to Henry Purcell (1920), ainsi qu'un volume substantiel de mémoires, Un pèlerin de Westminster (1918). Passant en revue les mémoires, le critique HC Colles a écrit que le livre montrait pourquoi Bridge était « encore plus largement aimé en tant qu'homme qu'il n'a été respecté en tant que musicien ».